# Jorginho (Fußballspieler, 1979)
1. WEITERLEITUNG Jorge Luiz de Amorim Silva